# Liste des maires de Villeneuve-sur-Lot
La liste des maires de Villeneuve-sur-Lot présente la liste des maires de la commune française de Villeneuve-sur-Lot, située dans le département de Lot-et-Garonne en région Nouvelle-Aquitaine.

## L'hôtel de ville

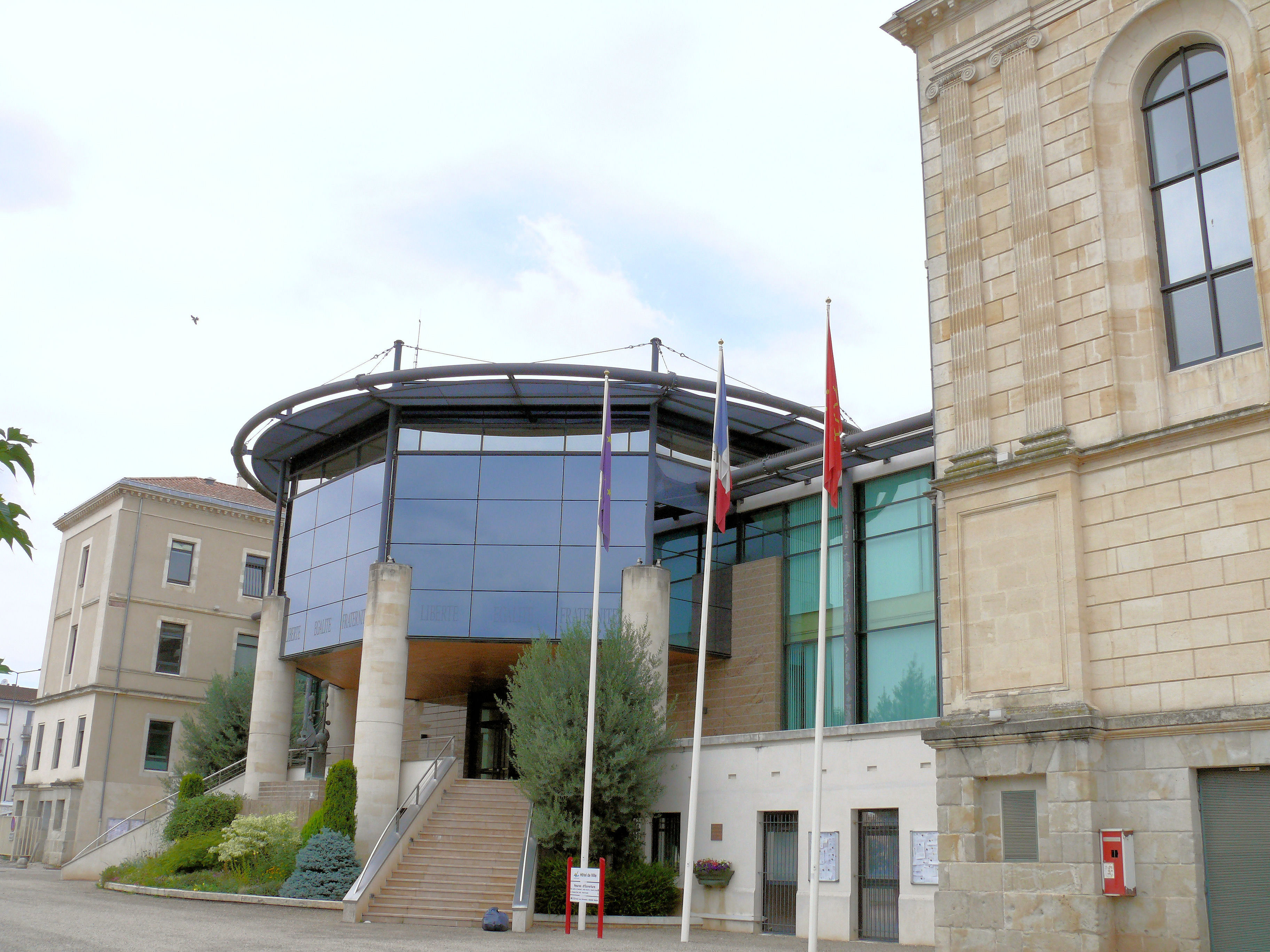
L'hôtel de ville de Villeneuve-sur-Lot.

## Liste des maires

### Entre 1789 et 1944
| Période           | Période           | Identité                            | Étiquette    | Qualité |
| ----------------- | ----------------- | ----------------------------------- | ------------ | --- |
| 1789              | 1791              | M. de Fumel-Montaigu                |              | Marquis |
| 1791              | octobre 1793      | Joseph de Bourran de Marsac         |              | Propriétaire cultivateur Député aux États généraux de 1789                                                      |
| octobre 1793      | 1795              | M. Martin                           |              | |
| 1796              | mars 1797         | M. Laporte                          |              | |
| mars 1797         | mai 1798          | M. Ménoire                          |              | |
| juillet 1798      | mai 1799          | M. Depenne                          |              | |
| mai 1799          | juillet 1800      | M. Barran                           |              | |
| juin 1800         | mai 1813          | François Laborie Saint Sulpice      |              | |
| mai 1813          | avril 1815        | Christophe de Beaumont              |              | |
| avril 1815        | avril 1815        | François Laborie Saint Sulpice      |              | |
| 1815              | avril 1815        | Joseph Gamel                        |              | |
| 30 mai 1815       | 6 août 1830       | Jean-Baptiste de Vassal de Montviel | Centre droit | Propriétaire Député de Lot-et-Garonne (1815 → 1827)                                                             |
| 25 septembre 1830 | 30 août 1840      | Nicolas Germain Delbrel             |              | Avocat Conseiller général de Villeneuve-sur-Lot (1833 → 1842)                                                   |
| 30 août 1840      | 3 septembre 1841  | Auguste Corne                       |              | |
| 3 septembre 1841  | 20 décembre 1841  | Jean-Marie Lalaurie                 |              | |
| 20 décembre 1841  | 1841              | M. Larrieu                          |              | |
| 1842              | 3 mars 1842       | Auguste Corne                       |              | |
| août 1843         | 23 mars 1844      | Auguste Casse                       |              | |
| 23 mars 1844      | 2 juillet 1844    | M. Carles                           |              | |
| 2 juillet 1844    | 20 août 1848      | Auguste Cassany-Mazet               |              | Avocat et juge suppléant                                                                                        |
| 20 août 1848      | 1er novembre 1848 | M. Larrieu                          |              | |
| 1er novembre 1848 | 11 mars 1851      | Maurice Bosq                        |              | |
| 11 mars 1851      | 1851              | Désiré Brondeau                     |              | |
| 16 décembre 1851  | 1851              | M. Bonnis                           |              | |
| 26 juillet 1852   | 22 juillet 1865   | Pierre Auguste Corne                |              | |
| 22 juillet 1865   | 6 août 1870       | Jean-Pierre Garreau                 |              | |
| 6 août 1870       | 28 juillet 1873   | Pierre Félix Soulhiol               |              | Avocat Conseiller général de Villeneuve-sur-Lot (1871 → 1873)                                                   |
| 28 juillet 1873   | 1873              | M. Besins                           |              | |
| décembre 1874     | août 1877         | Paul Laffargue                      |              | |
| août 1877         | 1878              | M. Gombault                         |              | |
| 1878              | juin 1880         | Ludovic Champeix                    |              | Démissionnaire                                                                                                  |
| juin 1880         | 17 novembre 1889  | Henri Carles                        | Républicain  | Avoué, juge au Tribunal de commerce Conseiller général de Villeneuve-sur-Lot (1877 → 1920)                      |
| 5 janvier 1890    | 1890              | Henri Pabon                         |              | |
| 11 janvier 1891   | 17 mai 1908       | Henri Carles                        | Républicain  | Avoué, juge au Tribunal de commerce Conseiller général de Villeneuve-sur-Lot (1877 → 1920)                      |
| 17 mai 1908       | 1er août 1916     | André Berger                        |              | Directeur de tuilerie-briqueterie                                                                               |
| 1er août 1916     | 31 mai 1918       | Jean-Baptiste Pauliac (1853-1918)   |              | Négociant, juge suppléant au Tribunal de commerce Deuxième adjoint faisant fonction de maire Décédé en fonction |
| 31 mai 1918       | novembre 1918     | M. Boyer                            |              | |
| novembre 1918     | 17 juin 1920      | André Berger                        |              | Directeur de tuilerie-briqueterie                                                                               |
| 5 août 1920       | 18 septembre 1920 | M. Carles                           |              | |
| 18 septembre 1920 | 18 mai 1929       | Georges Mouly                       | Républicain  | Médecin Conseiller général de Villeneuve-sur-Lot (1920 → 1931)                                                  |
| 19 mai 1929       | 11 novembre 1937  | Georges Bordeneuve (1876-1946)      | RG           | Négociant, industriel Conseiller général de Villeneuve-sur-Lot (1931 → 1937)                                    |
| 19 décembre 1937  | 26 août 1944      | René Rieus (1881-1955)              | RG           | |

### Depuis 1944
Depuis la Libération, quatorze maires se sont succédé à la tête de Villeneuve-sur-Lot.
| Période         | Période                       | Identité                       | Étiquette    | Qualité |
| --------------- | ----------------------------- | ------------------------------ | ------------ | --- |
| 26 août 1944    | 21 avril 1949                 | Léon Bonnet                    |              | Instituteur, président du Comité local de libération |
| 26 juin 1949    | 23 mars 1955                  | René Rieus (1881-1955)         | RI           | Ancien ingénieur en chef des travaux publics de l'Indochine Conseiller général de Villeneuve-sur-Lot (1946 → 1955) Décédé en fonction |
| 23 mars 1955    | 21 mai 1955                   | M. Courderc                    |              | Maire par intérim |
| 21 mai 1955     | 6 mai 1974                    | Jacques Raphaël-Leygues        | UNR puis UDR | Avocat Député de Lot-et-Garonne (3e circ.) (1958 → 1962) Conseiller général de Villeneuve-sur-Lot (1955 → 1967) Ambassadeur de France en Côte d'Ivoire (1963 → 1979) Mandat écourté après la dissolution du conseil municipal                                                       |
| 19 juin 1974    | 14 octobre 1976               | Jean-Claude Cayrel (1921-1995) | PS           | Pharmacien Conseiller général de Villeneuve-sur-Lot (1967 → 1973) Élu à la suite d'une élection municipale partielle Démissionnaire pour raisons de santé |
| 14 octobre 1976 | 25 mars 1977                  | Jacques Descayrac, (1927-2015) | PS           | Médecin Premier adjoint au maire (1974 → 1976) |
| 25 mars 1977    | mars 1983                     | Georges Lapeyronie             | UDF-PR       | Avocat |
| mars 1983       | 1983                          | Jacques Raphaël-Leygues        | DVD (ex-RPR) | Avocat Ancien ambassadeur de France en Côte d'Ivoire (1963 → 1979) |
| 1983            | 19 mars 1989                  | Georges Lapeyronie             | UDF puis CNI | Avocat |
| 19 mars 1989    | 23 octobre 1992               | Claude Larroche (1938-2017)    | UDF puis DVD | Chef d'entreprise Conseiller général de Villeneuve-sur-Lot-Nord (1992 → 1995) |
| 23 octobre 1992 | 7 mai 1993                    | Léon Bourjade (1925-2016)      | RPR          | Pomiculteur, maire par intérim Premier adjoint au maire (1989 → 1992) |
| 7 mai 1993      | 23 mars 2001                  | Michel Gonelle                 | RPR          | Avocat Député de Lot-et-Garonne (1986 → 1988) Élu à la suite d'une élection municipale partielle |
| 23 mars 2001    | 28 juin 2012                  | Jérôme Cahuzac                 | PS           | Chirurgien Ministre du Budget (2012 → 2013) Député de Lot-et-Garonne (3e circ.) (1997 → 2002 et 2007 → 2012) Conseiller général de Villeneuve-sur-Lot-Sud (1998 → 2001) Président de la CC du Villeneuvois (2001 → 2008) Démissionnaire à la suite de sa nomination au gouvernement |
| 12 juillet 2012 | 3 juillet 2020                | Patrick Cassany                | PS           | Agent immobilier Conseiller général de Villeneuve-sur-Lot-Sud (2001 → 2015) Conseiller départemental de Villeneuve-sur-Lot-2 (2015 → 2021) Président de la CC du Villeneuvois (2008 → 2010) Président de la CA du Grand Villeneuvois (2010 → 2020)                                  |
| 3 juillet 2020  | 22 juillet 2024               | Guillaume Lepers               | LR           | Directeur commercial chez Gifi Député de Lot-et-Garonne (3e circ.) (2024 → ) Conseiller départemental de Villeneuve-sur-Lot-1 (2015 → 2024) Président de la CA du Grand Villeneuvois (2020 → 2024) Démissionnaire après son élection comme député                                   |
| 22 juillet 2024 | En cours (au 23 juillet 2024) | Gérard Régnier                 |              | Retraité, ancien directeur de clinique 2e adjoint au maire (2020 → 2024) Président de la CA du Grand Villeneuvois (2024 → ) |

## Conseil municipal actuel
Les 35 sièges composant le conseil municipal de Villeneuve-sur-Lot ont été pourvus le 28 juin 2020 à l'issue du second tour. Actuellement, il est réparti comme suit : 

## Résultats des élections municipales

### Élection municipale de 2020
| Tête de liste                       | Tête de liste             | Liste                    | Premier tour | Premier tour | Second tour | Second tour | Sièges | Sièges |
| Tête de liste                       | Tête de liste             | Liste                    | Voix         | %            | Voix        | %           | CM     | CC     |
| ----------------------------------- | ------------------------- | ------------------------ | ------------ | ------------ | ----------- | ----------- | ------ | ------ |
|                                     | Guillaume Lepers          | LR                       | 2 210        | 35,37        | 3 510       | 49,80       | 27     | 18     |
| Nouveau cap pour Villeneuve-sur-Lot |                           |                          | 2 210        | 35,37        | 3 510       | 49,80       | 27     | 18     |
|                                     | Thomas Bouyssonnie        | DVG                      | 1 302        | 20,83        | 1 765       | 25,04       | 4      | 1      |
| Villeneuve en commun                |                           |                          | 1 302        | 20,83        | 1 765       | 25,04       | 4      | 1      |
|                                     | Patrick Cassany *         | PS                       | 1 300        | 20,80        | 1 221       | 17,32       | 3      | 1      |
| Ensemble pour Villeneuve            |                           |                          | 1 300        | 20,80        | 1 221       | 17,32       | 3      | 1      |
|                                     | Étienne Bousquet-Cassagne | RN                       | 958          | 15,33        | 552         | 7,83        | 1      | 0      |
| Allez Villeneuve !                  |                           |                          | 958          | 15,33        | 552         | 7,83        | 1      | 0      |
|                                     | Alain Soubiran            | DVD                      | 478          | 7,65         |             |             | 0      | 0      |
| Mieux vivre à Villeneuve            |                           |                          | 478          | 7,65         |             |             | 0      | 0      |
|                                     |                           |                          |              |              |             |             |        |        |
| Votes valides                       | Votes valides             | Votes valides            | 6 248        | 96,55        | 7 048       | 97.66       |        |        |
| Votes blancs                        | Votes blancs              | Votes blancs             | 66           | 1,02         | 58          | 0,80        |        |        |
| Votes nuls                          | Votes nuls                | Votes nuls               | 157          | 2,43         | 111         | 1,54        |        |        |
| Total                               | Total                     | Total                    | 6 471        | 100,00       | 7 217       | 100,00      | 35     | 20     |
| Abstention                          | Abstention                | Abstention               | 10 159       | 61,09        | 9 386       | 56,53       |        |        |
| Inscrits / participation            | Inscrits / participation  | Inscrits / participation | 16 630       | 38,91        | 16 603      | 43,47       |        |        |
| * Liste du maire sortant            |                           |                          |              |              |             |             |        |        |

### Élection municipale de 2014
| Tête de liste                | Tête de liste             | Liste          | Premier tour | Premier tour | Second tour | Second tour | Sièges | Sièges |
| Tête de liste                | Tête de liste             | Liste          | Voix         | %            | Voix        | %           | CM     | CC     |
| ---------------------------- | ------------------------- | -------------- | ------------ | ------------ | ----------- | ----------- | ------ | ------ |
|                              | Patrick Cassany *         | PS-PCF-EELV    | 2 822        | 28,64        | 4 527       | 42,92       | 26     | 14     |
| Villeneuve unie              |                           |                | 2 822        | 28,64        | 4 527       | 42,92       | 26     | 14     |
|                              | Étienne Bousquet-Cassagne | FN             | 2 562        | 26,00        | 3 203       | 30,37       | 5      | 3      |
| Villeneuve bleu Marine       |                           |                | 2 562        | 26,00        | 3 203       | 30,37       | 5      | 3      |
|                              | Paul Caubet               | DVG            | 1 373        | 13,93        | 2 816       | 26,70       | 4      | 3      |
| Réunir Villeneuve            |                           |                | 1 373        | 13,93        | 2 816       | 26,70       | 4      | 3      |
|                              | Renaud Leygue             | UMP            | 1 310        | 13,29        |             |             |        |        |
| Villeneuve gagnante          |                           |                | 1 310        | 13,29        |             |             |        |        |
|                              | Anne-Marie Davelu-Chavin  | DVD            | 1 254        | 12,72        |             |             |        |        |
| Notre parti c'est Villeneuve |                           |                | 1 254        | 12,72        |             |             |        |        |
|                              | Marie-Hélène Loiseau      | FG             | 530          | 5,38         |             |             |        |        |
| À gauche, toute !            |                           |                | 530          | 5,38         |             |             |        |        |
|                              |                           |                |              |              |             |             |        |        |
| Inscrits                     | Inscrits                  | Inscrits       | 17 067       | 100,00       | 17 109      | 100,00      |        |        |
| Abstentions                  | Abstentions               | Abstentions    | 6 811        | 39,91        | 6 074       | 35,50       |        |        |
| Votants                      | Votants                   | Votants        | 10 256       | 60,09        | 11 035      | 64,50       |        |        |
| Blancs et nuls               | Blancs et nuls            | Blancs et nuls | 405          | 3,95         | 489         | 4,43        |        |        |
| Exprimés                     | Exprimés                  | Exprimés       | 9 851        | 96,05        | 10 546      | 95,57       |        |        |
| * Liste du maire sortant     |                           |                |              |              |             |             |        |        |

### Élection municipale de 2008
|                          | Jérôme Cahuzac * | PS-PCF-PRG-Verts-MoDem | 6 571  | 59,93  | 28 |  |  |  |
| Villeneuve unie          |                  |                        | 6 571  | 59,93  | 28 |  |  |  |
|                          | Florence Graneri | UMP-NC                 | 4 394  | 40,07  | 7  |  |  |  |
| Villeneuve passionnément |                  |                        | 4 394  | 40,07  | 7  |  |  |  |
|                          |                  |                        |        |        |    |  |  |  |
| Inscrits                 | Inscrits         | Inscrits               | 17 262 | 100,00 |    |  |  |  |
| Abstentions              | Abstentions      | Abstentions            | 5 890  | 34,12  |    |  |  |  |
| Votants                  | Votants          | Votants                | 11 372 | 65,88  |    |  |  |  |
| Blancs ou nuls           | Blancs ou nuls   | Blancs ou nuls         | 407    | 3,58   |    |  |  |  |
| Exprimés                 | Exprimés         | Exprimés               | 10 965 | 96,42  |    |  |  |  |
| * Liste du maire sortant |                  |                        |        |        |    |  |  |  |

### Élection municipale de 2001
| Tête de liste                                             | Tête de liste     | Liste                 | Premier tour | Premier tour | Second tour | Second tour | Sièges | Sièges |
| Tête de liste                                             | Tête de liste     | Liste                 | Voix         | %            | Voix        | %           | CM     |        |
| --------------------------------------------------------- | ----------------- | --------------------- | ------------ | ------------ | ----------- | ----------- | ------ | ------ |
|                                                           | Jérôme Cahuzac    | PS-PCF-Verts (G. pl.) | 3 582        | 37,50        | 4 967       | 47,34       | 26     |        |
| Unir Villeneuve                                           |                   |                       | 3 582        | 37,50        | 4 967       | 47,34       | 26     |        |
|                                                           | Michel Gonelle *  | RPR (Un. d.)          | 3 160        | 33,08        | 4 443       | 42,34       | 8      |        |
| Villeneuve nous rassemble                                 |                   |                       | 3 160        | 33,08        | 4 443       | 42,34       | 8      |        |
|                                                           | Jean-Luc Barré    | DVD                   | 1 149        | 12,03        | 1 083       | 10,32       | 1      |        |
| Villeneuve pour tous                                      |                   |                       | 1 149        | 12,03        | 1 083       | 10,32       | 1      |        |
|                                                           | Serge Léonard     | DVG                   | 971          | 10,16        | 1 083       | 10,32       | 1      |        |
| Un maire-conseiller général à plein temps pour Villeneuve |                   |                       | 971          | 10,16        | 1 083       | 10,32       | 1      |        |
|                                                           | Francis Larribeau | RPF                   | 691          | 7,23         |             |             |        |        |
| Liste Larribeau                                           |                   |                       | 691          | 7,23         |             |             |        |        |
|                                                           |                   |                       |              |              |             |             |        |        |
| Inscrits                                                  | Inscrits          | Inscrits              | 16 084       | 100,00       | 16 078      | 100,00      |        |        |
| Abstentions                                               | Abstentions       | Abstentions           | 5 924        | 36,83        | 5 086       | 31,63       |        |        |
| Votants                                                   | Votants           | Votants               | 10 160       | 63,17        | 10 992      | 68,37       |        |        |
| Blancs ou nuls                                            | Blancs ou nuls    | Blancs ou nuls        | 607          | 5,97         | 499         | 4,54        |        |        |
| Exprimés                                                  | Exprimés          | Exprimés              | 9 553        | 94,02        | 10 493      | 95,46       |        |        |
| * Liste du maire sortant                                  |                   |                       |              |              |             |             |        |        |

### Élection municipale de 1995
|                          | Michel Gonelle *  | RPR-UDF-DVD (Un. d.) | 5 233  | 55,15  | 28 |  |  |  |
|                          | Jacques Descayrac | PS                   | 2 260  | 23,82  | 4  |  |  |  |
|                          | M. Boussier       | DVD                  | 1 078  | 11,36  | 2  |  |  |  |
|                          | André Garrigue    | PCF                  | 917    | 9,66   | 1  |  |  |  |
|                          |                   |                      |        |        |    |  |  |  |
| Inscrits                 | Inscrits          | Inscrits             | 16 230 | 100,00 |    |  |  |  |
| Abstentions              | Abstentions       | Abstentions          | 6 157  | 37,94  |    |  |  |  |
| Votants                  | Votants           | Votants              | 10 073 | 62,06  |    |  |  |  |
| Blancs ou nuls           | Blancs ou nuls    | Blancs ou nuls       | 585    | 5,81   |    |  |  |  |
| Exprimés                 | Exprimés          | Exprimés             | 9 488  | 94,19  |    |  |  |  |
| * Liste du maire sortant |                   |                      |        |        |    |  |  |  |

### Élection municipale partielle de 1993
| Tête de liste            | Tête de liste        | Liste          | Premier tour | Premier tour | Second tour | Second tour | Sièges | Sièges |
| Tête de liste            | Tête de liste        | Liste          | Voix         | %            | Voix        | %           | CM     |        |
| ------------------------ | -------------------- | -------------- | ------------ | ------------ | ----------- | ----------- | ------ | ------ |
|                          | Michel Gonelle       | RPR            | 3 612        | 38,30        | 5 735       | 57,52       | 28     |        |
|                          | Jacques Descayrac    | PS-MRG         | 2 285        | 24,23        | 4 236       | 42,48       | 7      |        |
|                          | Claude Larroche *    | DVD            | 1 405        | 14,90        |             |             |        |        |
|                          | Jacques Kugener      | RPR diss.      | 842          | 8,93         |             |             |        |        |
|                          | Marie-Claude Leriche | Verts          | 657          | 6,96         |             |             |        |        |
|                          | André Garrigue       | PCF            | 630          | 6,68         |             |             |        |        |
|                          |                      |                |              |              |             |             |        |        |
| Inscrits                 | Inscrits             | Inscrits       | 16 349       | 100,00       | 16 341      | 100,00      |        |        |
| Abstentions              | Abstentions          | Abstentions    | 6 342        | 38,79        | 5 645       | 34,54       |        |        |
| Votants                  | Votants              | Votants        | 10 007       | 61,21        | 10 696      | 65,46       |        |        |
| Blancs ou nuls           | Blancs ou nuls       | Blancs ou nuls | 575          | 5,74         | 725         | 6,78        |        |        |
| Exprimés                 | Exprimés             | Exprimés       | 9 432        | 94,25        | 9 971       | 93,22       |        |        |
| * Liste du maire sortant |                      |                |              |              |             |             |        |        |

### Élection municipale de 1989
| Tête de liste            | Tête de liste         | Liste                 | Premier tour | Premier tour | Second tour | Second tour | Sièges  | Sièges |
| Tête de liste            | Tête de liste         | Liste                 | Voix         | %            | Voix        | %           | CM      |        |
| ------------------------ | --------------------- | --------------------- | ------------ | ------------ | ----------- | ----------- | ------- | ------ |
|                          | Claude Larroche       | DVD                   | 2 701        | 24,02        | 6 493       | 56,63       | 28      |        |
|                          | Marie-Lise Lassoujade | PS-PCF-MRG (Un. g.)   | 2 634        | 23,42        | 4 971       | 43,36       | 7       |        |
|                          | Georges Lapeyronie *  | CNI (Un. d.)          | 2 135        | 18,98        | Retrait     | Retrait     | Retrait |        |
|                          | Évelyne Dupuet        | RPR                   | 1 250        | 11,11        |             |             |         |        |
|                          | Jacques Descayrac     | PS diss. (Maj. prés.) | 904          | 8,03         |             |             |         |        |
|                          | Robert Valla          | FN                    | 830          | 7,39         |             |             |         |        |
|                          | Philippe Lenoble      | Écol.                 | 790          | 7,02         |             |             |         |        |
|                          |                       |                       |              |              |             |             |         |        |
| Inscrits                 | Inscrits              | Inscrits              | 16 911       | 100,00       | 16 911      | 100,00      |         |        |
| Abstentions              | Abstentions           | Abstentions           | 5 368        | 31,74        | 4 622       | 27,33       |         |        |
| Votants                  | Votants               | Votants               | 11 543       | 68,26        | 12 289      | 72,67       |         |        |
| Nuls                     | Nuls                  | Nuls                  | 299          | 1,77         | 825         | 4,88        |         |        |
| Exprimés                 | Exprimés              | Exprimés              | 11 244       | 66,49        | 11 464      | 67,79       |         |        |
| * Liste du maire sortant |                       |                       |              |              |             |             |         |        |

### Élection municipale de 1983
| Tête de liste            | Tête de liste           | Liste               | Premier tour | Premier tour | Second tour | Second tour | Sièges | Sièges |
| Tête de liste            | Tête de liste           | Liste               | Voix         | %            | Voix        | %           | CM     |        |
| ------------------------ | ----------------------- | ------------------- | ------------ | ------------ | ----------- | ----------- | ------ | ------ |
|                          | Georges Lapeyronie      | UDF-PR (Un. opp.)   | 3 971        | 32,06        | 7 462       | 59,34       | 28     |        |
|                          | Jacques Raphaël-Leygues | RPR                 | 3 150        | 25,43        | 7 462       | 59,34       | 28     |        |
|                          | Jacques Descayrac       | PS-PCF-MRG (Un. g.) | 3 351        | 27,05        | 5 112       | 40,65       | 7      |        |
|                          | M. Pasquet              | Mod.                | 1 405        | 11,34        |             |             |        |        |
|                          | Claude Leriche          | PSU                 | 509          | 4,10         |             |             |        |        |
|                          |                         |                     |              |              |             |             |        |        |
| Inscrits                 | Inscrits                | Inscrits            | 16 672       | 100,00       | 16 672      | 100,00      |        |        |
| Abstentions              | Abstentions             | Abstentions         | 3 901        | 23,40        | 3 513       | 21,07       |        |        |
| Votants                  | Votants                 | Votants             | 12 771       | 76,60        | 13 159      | 78,93       |        |        |
| Nuls                     | Nuls                    | Nuls                | 385          | 2,31         | 585         | 3,51        |        |        |
| Exprimés                 | Exprimés                | Exprimés            | 12 386       | 74,29        | 12 574      | 75,42       |        |        |
| * Liste du maire sortant |                         |                     |              |              |             |             |        |        |

### Élection municipale de 1977
|                          | Jacques Descayrac * | PS-PCF (Un. g.) | 5 100  | 45,62  | 5 700  | 47,80  | 7 (1/6)   |  |
|                          | Jacques Bordeneuve  | MRG-SE          | 3 539  | 31,66  | 5 850  | 49,06  | 20 (0/20) |  |
|                          | Claude Larroche     | RI-DVD          | 2 300  | 20,57  | 5 850  | 49,06  | 20 (0/20) |  |
|                          |                     |                 |        |        |        |        |           |  |
| Inscrits                 | Inscrits            | Inscrits        | 15 147 | 100,00 | 15 149 | 100,00 |           |  |
| Abstentions              | Abstentions         | Abstentions     | -      | -      | -      | -      |           |  |
| Votants                  | Votants             | Votants         | -      | -      | -      | -      |           |  |
| Exprimés                 | Exprimés            | Exprimés        | 11 178 | 73,79  | 11 924 | 78,71  |           |  |
| * Liste du maire sortant |                     |                 |        |        |        |        |           |  |

### Élection municipale partielle de 1974
|                          | Jean-Claude Cayrel        | PS          | 3 724  | 25,73  | 5 918  | 41,18  | 27 (0/27) |  |
|                          | M. Bordage                | PCF         | 1 192  | 8,23   | 5 918  | 41,18  | 27 (0/27) |  |
|                          | Jacques Raphaël-Leygues * | UDR         | 3 712  | 25,65  | 4 862  | 33,83  | 0 (0/0)   |  |
|                          | José Le Nouëne            | CD          | 1 033  | 7,14   |        |        |           |  |
|                          |                           |             |        |        |        |        |           |  |
| Inscrits                 | Inscrits                  | Inscrits    | 14 472 | 100,00 | 14 372 | 100,00 |           |  |
| Abstentions              | Abstentions               | Abstentions | 4 484  | 30,98  | 3 275  | 22,79  |           |  |
| Votants                  | Votants                   | Votants     | 9 988  | 69,02  | 11 097 | 77,21  |           |  |
| Exprimés                 | Exprimés                  | Exprimés    | 9 736  | 67,27  | 10 881 | 75,71  |           |  |
| * Liste du maire sortant |                           |             |        |        |        |        |           |  |

### Élection municipale de 1971
|                                                                              | Jacques Raphaël-Leygues * | UDR (Maj.)  | 4 857  | 36,21  | - | -      | 25 (0/25) |  |
| Liste républicaine d'union municipale pour l'expansion de Villeneuve-sur-Lot |                           |             | 4 857  | 36,21  | - | -      | 25 (0/25) |  |
|                                                                              | Jean-Claude Cayrel        | PS-GAM      | 2 799  | 20,86  |   |        | 2 (0/2)   |  |
| Liste d'union pour une gestion démocratique                                  |                           |             | 2 799  | 20,86  |   |        | 2 (0/2)   |  |
|                                                                              | José Le Nouëne            | CD          | 1 321  | 9,85   |   |        | 2 (0/2)   |  |
| Pour une rénovation économique et sociale                                    |                           |             | 1 321  | 9,85   |   |        | 2 (0/2)   |  |
|                                                                              | M. Auzanneau              | PCF         | 1 208  | 9,00   |   |        | 2 (0/2)   |  |
| Liste d'union démocratique et laïque                                         |                           |             | 1 208  | 9,00   |   |        | 2 (0/2)   |  |
|                                                                              |                           |             |        |        |   |        |           |  |
| Inscrits                                                                     | Inscrits                  | Inscrits    | 13 414 | 100,00 | - | 100,00 |           |  |
| Abstentions                                                                  | Abstentions               | Abstentions | 2 842  | 21,19  | - | -      |           |  |
| Votants                                                                      | Votants                   | Votants     | 10 572 | 78,81  | - | -      |           |  |
| Exprimés                                                                     | Exprimés                  | Exprimés    | 10 285 | 76,67  | - | -      |           |  |
| * Liste du maire sortant                                                     |                           |             |        |        |   |        |           |  |